# Nýřany
Nýřany (deutsch Nürschan, früher Nyrschan) ist eine Stadt in Tschechien und gehört zum Okres Plzeň-sever.

## Geographische Lage
Die Stadt liegt in Westböhmen in der Talmulde des Vejprnický potok (Weipernitzer Bach) im Pilsener Hügelland, zwölf Kilometer westlich des Stadtzentrums von Pilsen.
Südlich der Stadt verläuft die Trasse der Autobahn D 5, im Südosten liegt die Abfahrt 93 Nýřany. In der Umgebung von Nýřany befinden sich mehrere stillgelegte Steinkohlenzechen.
Nachbarorte sind Doubrava, Pankrác und Myslinka im Norden, Tlučná im Nordosten, Sulkov und Líně im Südosten, Úherce, Týnec und Hoříkovice im Süden, Kotovice und Nový im Südwesten, Přehýšov und Blatnice im Westen sowie Kamenný Újezd im Nordwesten.

## Geschichte

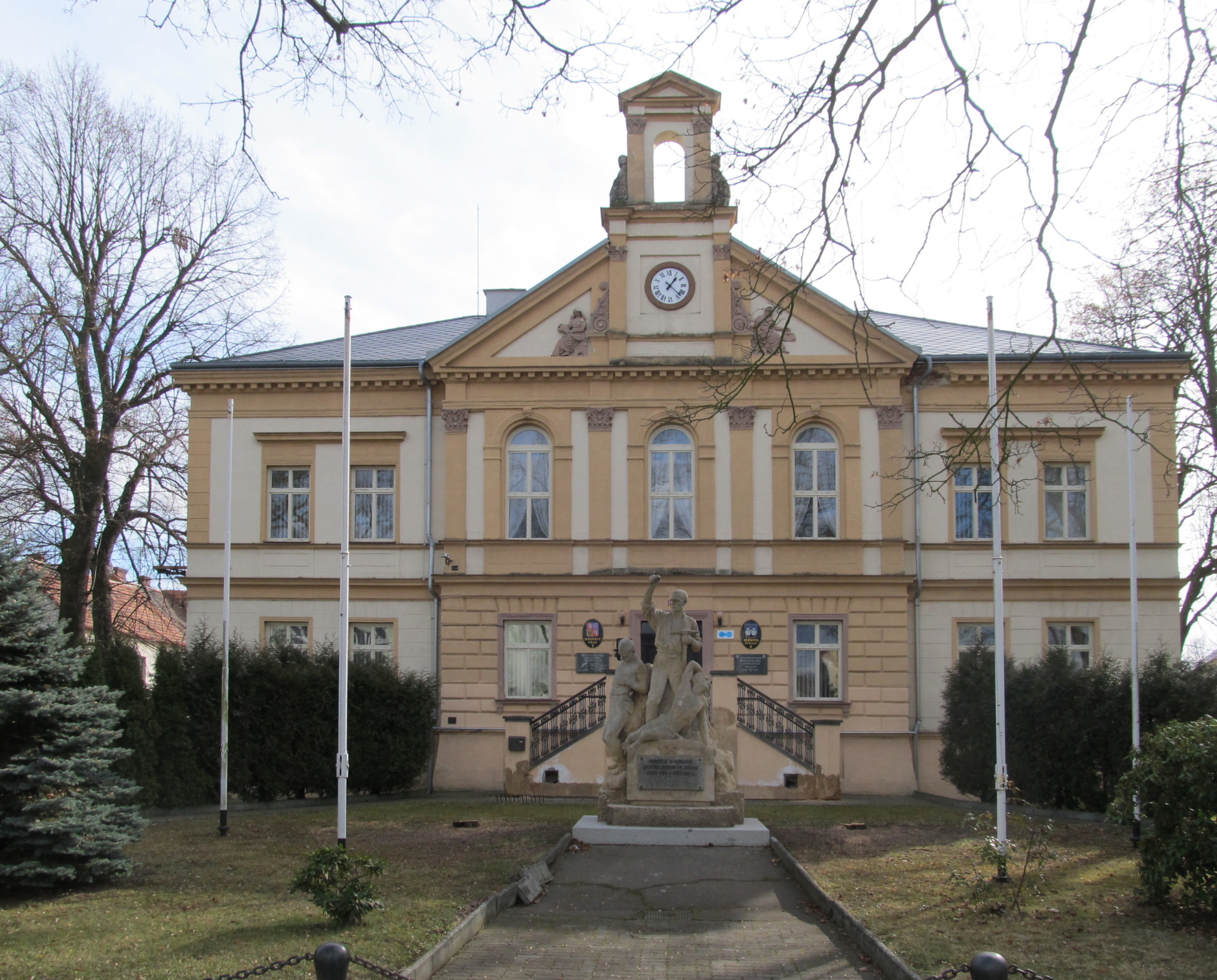
Rathaus (Aufnahme 2014)

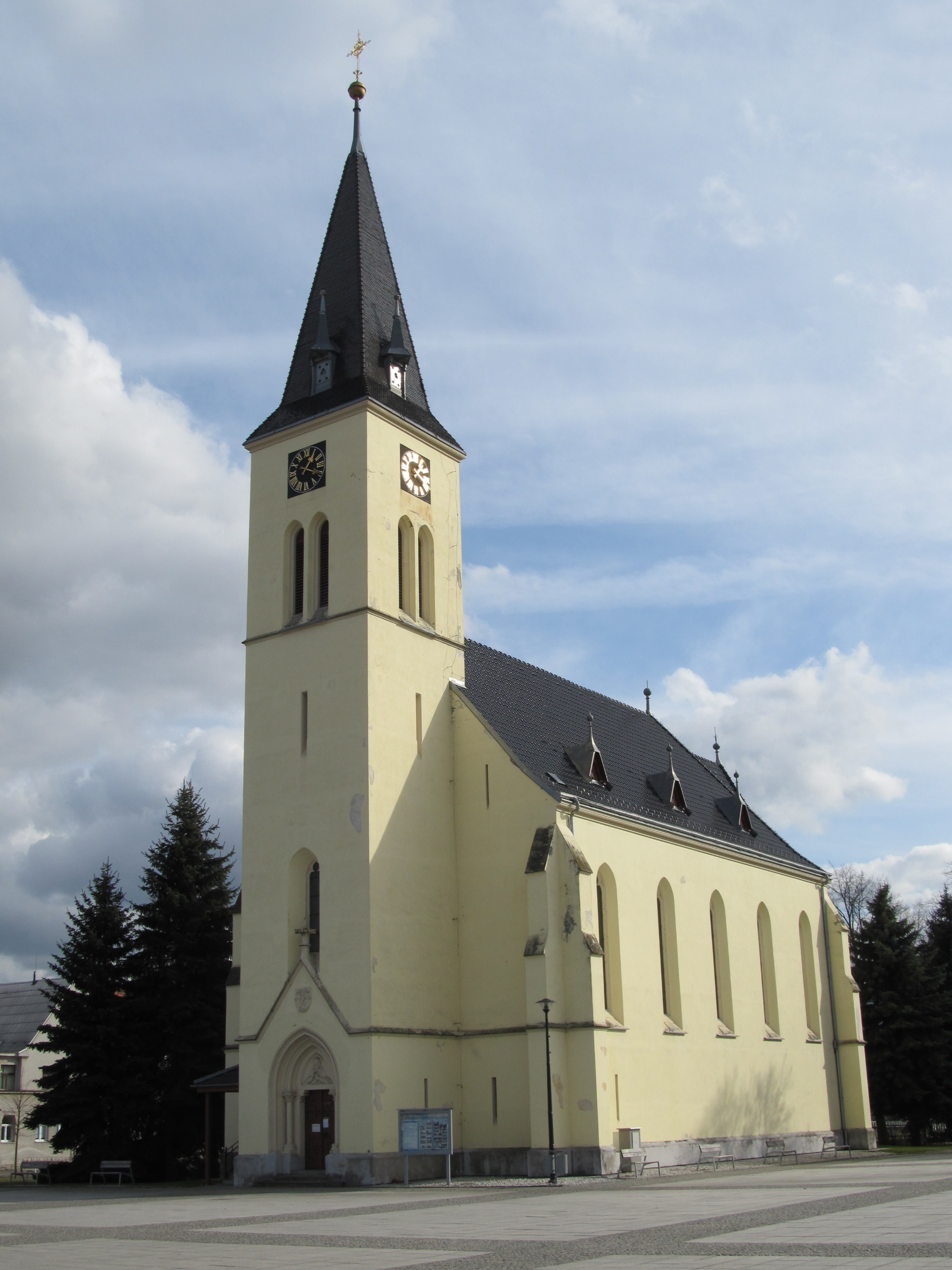
Kirche St. Prokop

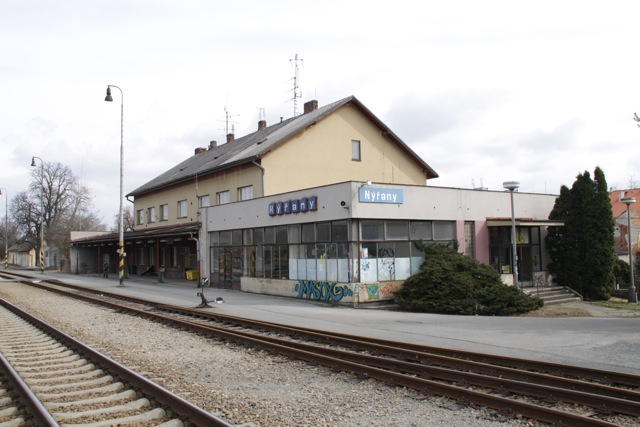
Bahnhof (Aufnahme 2011)

Die erste urkundliche Erwähnung von Nýřany erfolgte 1272. Das Bauerndorf gehörte bis zu dessen Auflösung im Jahre 1782 zum Kloster Chotěšov und wurde dann vom Religionsfonds verwaltet. Nachdem Fürst Karl Alexander von Thurn und Taxis 1822 die Herrschaft Chotěšov für 1.080.000 Gulden erworben hatte, blieb Nýřany bis zur Aufhebung der Patrimonialherrschaften im Besitz dieses Geschlechts und wurde 1848 zur selbstständigen Gemeinde.
Die Entdeckung einer bedeutenden Steinkohlenlagerstätte veränderte das Dorf gravierend. Nach dem Bau der Eisenbahn von Pilsen nach Furth im Wald im Jahre 1861 wurden um Nyrschan zahlreiche Schächte abgeteuft. Durch den Bergbau stieg die Einwohnerzahl stark an, und neben dem Dorf wurde eine Bergarbeiterkolonie errichtet.
Der Unternehmer Hermann Dietrich Lindheim nutzte die verkehrsgünstige Lage und die gute Qualität der Kohle zum Bau eines Hütten- und Blechwalzwerkes, das zur Prager Eisenindustrie-Gesellschaft gehörte. Zur Hermannshütte in Wilkischen entstand 1890 eine Privatbahn, auf der öffentlicher Personenverkehr und ab 1920 regelmäßiger Eisenbahnverkehr aufgenommen wurde. Hinzu kam später noch eine Glashütte. 1880 lebten in Nyrschan 4258 Menschen. Kaiser Franz Joseph I. erhob die Industriegemeinde 1892 zur Stadt. 1889 kam es in den Steinkohlengruben zu einem Bergarbeiterstreik, der blutig beendet wurde.
Nach dem Ersten Weltkrieg wurde Nürschan 1919 der neu geschaffenen Tschechoslowakei zugeschlagen.
Aufgrund des Münchner Abkommens kam die überwiegend tschechischsprachige Stadt 1938 zum Deutschen Reich und gehörte bis 1945 zum Landkreis Mies, Regierungsbezirk Eger, im Reichsgau Sudetenland. 1939 hatte Nürschan 4040 Einwohner.
In den letzten Tagen des Zweiten Weltkriegs rollten im April 1945 auf der Eisenbahnstrecke von Pilsen nach Taus Eisenbahn-Transporte mit mehreren tausend Gefangenen in jeweils 50–60 geschlossenen und offenen Waggons durch die Stadt. Am 5. Mai 1945 wurde Nürschan durch Soldaten der 3. US-Armee besetzt. Gleich nach Ende des Zweiten Weltkriegs wurde die deutsche Bevölkerung aus Nürschan vertrieben.

### Demographie
| Jahr | Einwohner | Anmerkungen                         |
| ---- | --------- | ----------------------------------- |
| 1837 | 0245      | in 31 Häusern                       |
| 1880 | 4258      |                                     |
| 1900 | 5602      | deutsche und tschechische Einwohner |
| 1921 | 5822      | davon 1433 deutsche Einwohner       |
| 1930 | 6043      | [ 5 ]                               |
| 1939 | 4040      | [ 5 ]                               |

| Jahr      | 1970  | 1980  | 1991  | 2001  | 2003  |
| Einwohner | 6 191 | 6 419 | 7 158 | 6 913 | 6 942 |

## Ortsgliederung
Die Stadt Nýřany besteht aus den Ortsteilen Doubrava (Dobraken), Kamenný Újezd (Steinaujezd) und Nýřany (Nürschan).

## Sehenswürdigkeiten
- Kirche St. Prokop, der neogotische Bau des Architekten Rudolf Vomáčka wurde 1904 geweiht
- Rathaus, Neorenaissancebau aus dem Jahre 1885
- Kapelle St. Wenzel auf dem alten Dorfplatz, erbaut im 15. Jahrhundert
- Denkmal für die niedergeschossenen Bergarbeiter, am Schacht Marta

## Söhne und Töchter der Stadt
- Waldemar Gibisch (1894–1948), Kapellmeister und Komponist
- Bertha Katharina Wenzlick (1896–1987), Mutter von Peter Alexander
- Anna Letenská (1904–1942), Schauspielerin und Widerstandskämpferin